# 함께하는 세상 만들기
함께하는 세상 만들기는 KBS 3라디오(수도권 FM 104.9MHz, AM 1134kHz)에서 방송되는 장애인 관련 프로그램이다. 진행자는 김기만 아나운서이며, 생방송은 매일 아침 9시부터 오전 10시까지, 재방송은 매일 밤 10시부터 밤 11시까지이다.

## 역사
2002년 4월 1일에 첫방송을 시작했으며, 원래는 2시간 방송이었으나, 2003년 10월 20일부터 1시간 방송으로 단축되었다.

## 역대 방송시간
| 방송 채널   | 방송 기간                           | 방송 시간                                                                        |
| ----------- | ----------------------------------- | -------------------------------------------------------------------------------- |
| KBS 3라디오 | 2002년 4월 1일 ~ 2003년 5월 31일    | 월~토요일 아침 9:00 ~ 오전 11:00                                                 |
| KBS 3라디오 | 2003년 6월 2일 ~ 2003년 10월 18일   | 월~토요일 아침 8:00 ~ 오전 10:00                                                 |
| KBS 3라디오 | 2003년 10월 20일 ~ 2004년 10월 16일 | 월~토요일 아침 9:05 ~ 오전 10:00                                                 |
| KBS 3라디오 | 2004년 10월 18일 ~ 2005년 4월 30일  | 월~토요일 아침 9:05 ~ 오전 10:00 (생방송), 월~토요일 밤 9:05 ~ 밤 10:00 (재방송) |
| KBS 3라디오 | 2005년 5월 2일 ~ 2014년 4월 6일     | 매일 아침 9:05 ~ 오전 10:00                                                      |
| KBS 3라디오 | 2014년 4월 7일 ~ 2014년 12월 31일   | 매일 아침 9:00 ~ 오전 10:00 (생방송), 매일 밤 11:00 ~ 밤 12:00 (재방송)          |
| KBS 3라디오 | 2015년 1월 1일 ~ 현재               | 매일 아침 9:00 ~ 오전 10:00 (생방송), 매일 밤 10:00 ~ 밤 11:00 (재방송)          |

## 역대 진행자
- 2002년 4월 1일 ~ 2004년 10월 16일 : 이지연
- 2004년 10월 18일 ~ 2005년 4월 30일 : 변우영 아나운서
- 2005년 5월 2일 ~ 2006년 4월 23일 : 김희수 아나운서
- 2006년 4월 24일 ~ 2007년 10월 14일 : 최동석 아나운서
- 2007년 10월 15일 ~ 2023년 8월 6일 : 장웅 아나운서
- 2023년 8월 7일 ~ 현재 : 김기만 아나운서